# Prodromus Monographiae Lobeliacearum
Prodromus Monographiae Lobeliacearum (abreviado Prodr. Monogr. Lobel.) es un libro con ilustraciones y descripciones botánicas que fue escrito por el botánico, profesor de Bohemia Karel Presl. Fue publicado en el año 1836.
Más tarde fue reimpreso con la misma paginación en Abh. K. Boehm. Ges. Wiss ser. 4. 4: 1-52. 1837.